# Schimmelmann-Mausoleum

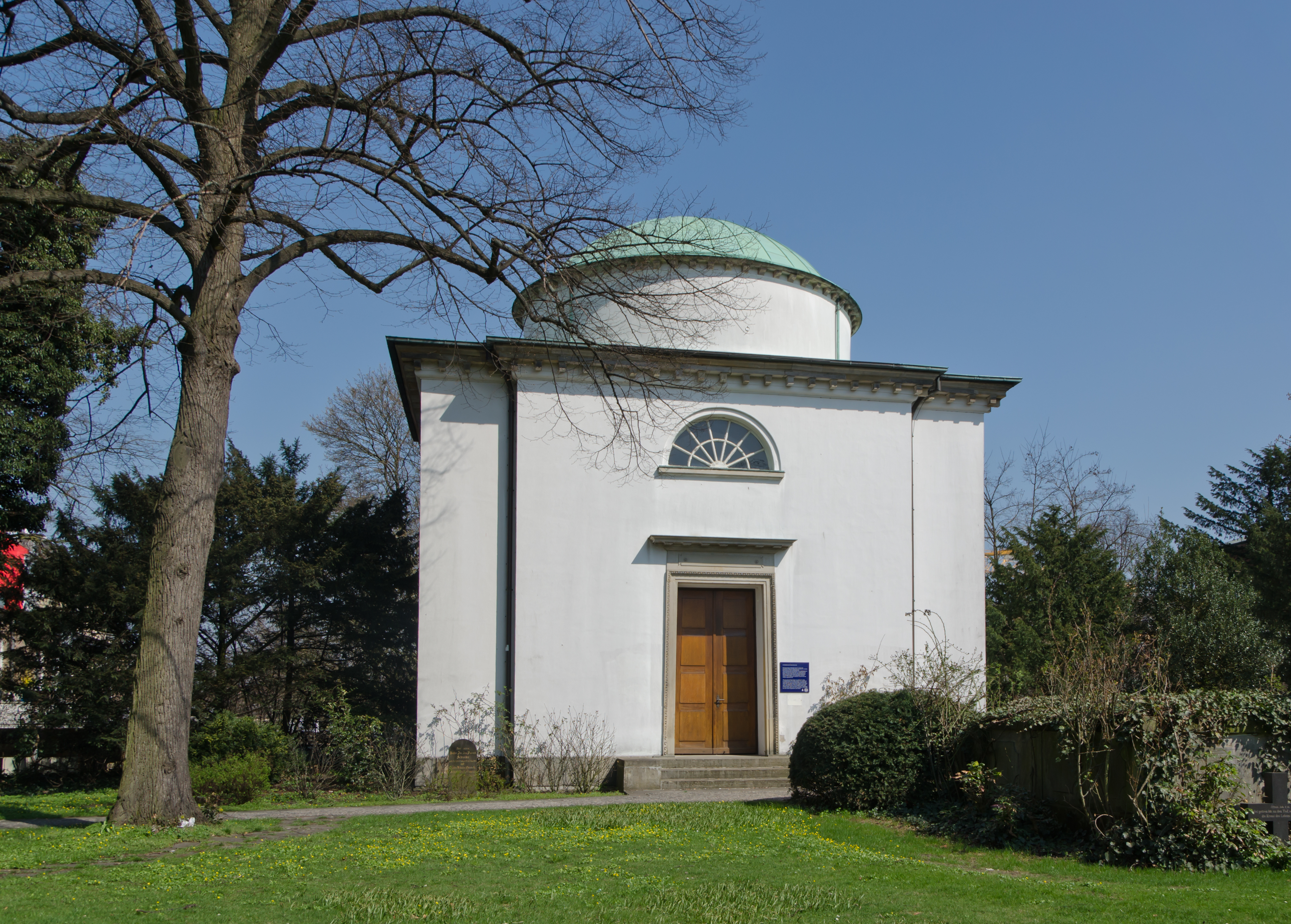
Schimmelmann-Mausoleum

Het Schimmelmann-Mausoleum is het mausoleum waarin de Duits-Deense koopman en slavenhandelaar Heinrich Carl von Schimmelmann en zijn vrouw Caroline zijn begraven. Het bevindt zich nabij de Christuskerk in Hamburg-Wandsbek. Het wordt aanzien als een van de belangrijkste classicistische gebouwen van Noord-Duitsland.
Het gebouw werd ontworpen door Carl Gottlob Horn. Zijn ontwerpen werden evenwel voorgelegd aan de Italiaanse architect Giovanni Antonio Antolini om mogelijke afwijkingen van de klassieke stijlregels te voorkomen.
Hoewel Schimmelmann een van de rijkste mannen van zijn tijd was, werd het ontwerp op aandringen van de erfgenamen herhaaldelijk vereenvoudigd.
Er werd uiteindelijk aan gebouwd van 1787 tot 1791. In 1792, 10 jaar na zijn dood, werd Schimmelmann in het mausoleum bijgezet. Zijn vrouw overleed in 1795 en werd eveneens in het mausoleum bijgezet.